# Glashuset
Glashuset var ett granskande samhällsprogram som visades i TV2 i Sveriges Television under perioden 4 september 1990–20 december 1994.
Programmet sändes av SVT Malmö och ersatte Malmö-TV tidigare samhällsprogram Reportagemagazinet, som i sin tur var en kortlivad ersättare för Rekord-Magazinet. Programmet efterföljdes av Reportrarna den 10 januari 1995.
I början fanns i redaktionen redaktören Mats Johansson, producenten Lars Eliazon och reportrarna Bo Holmström, Kicki Hultin, Tina Thunander och Frank Nystrand. Det ursprungliga programformatet hade ett huvudreportage kompletterat med mindre inslag och en del humor. Det första programmet handlade om energifrågan.
Under 1994 handlade programmet genomgående om EU-frågor, inför folkomröstningen om svenskt EU-medlemskap i november samma år.

## Några program
- 5 mars 1991 - Om pensionärer, pensioner och bostadsbidrag.[4]
- 21 april 1992 - Om privatisering av välfärd.[5]
- 11 mars 1993 - Om banker.[6]

## Källhänvisningar
1. 1 2 3  Svensk mediedatabas.[källa från Wikidata]
2. ↑  "MALMÖ-TV VILL KASTA STEN I FOLKHEMMETS GLASHUS", TT, 28 augusti 1990
3. ↑  Luthander, Per (13 januari 1994). ”TV 2 satsar seriöst i vår”. Dagens Nyheter. https://www.dn.se/arkiv/teater/tv-2-satsar-seriost-i-var-de-kanda-underhallarna-lyser-dock-inte-med-sin-franvaro/. Läst 23 januari 2024.
4. ↑  "'Glashuset' avslöjar bluffen om de 'rika pensionärerna'", Expressen, 5 mars 1991
5. ↑  "Politiska blöjbarn i 'Glashuset'", Expressen, 21 april 1992
6. ↑  "Hur slösade banken bort våra pengar?", Expressen, 11 mars 1993